# Metropolitní oblast Santa Cruz de Tenerife

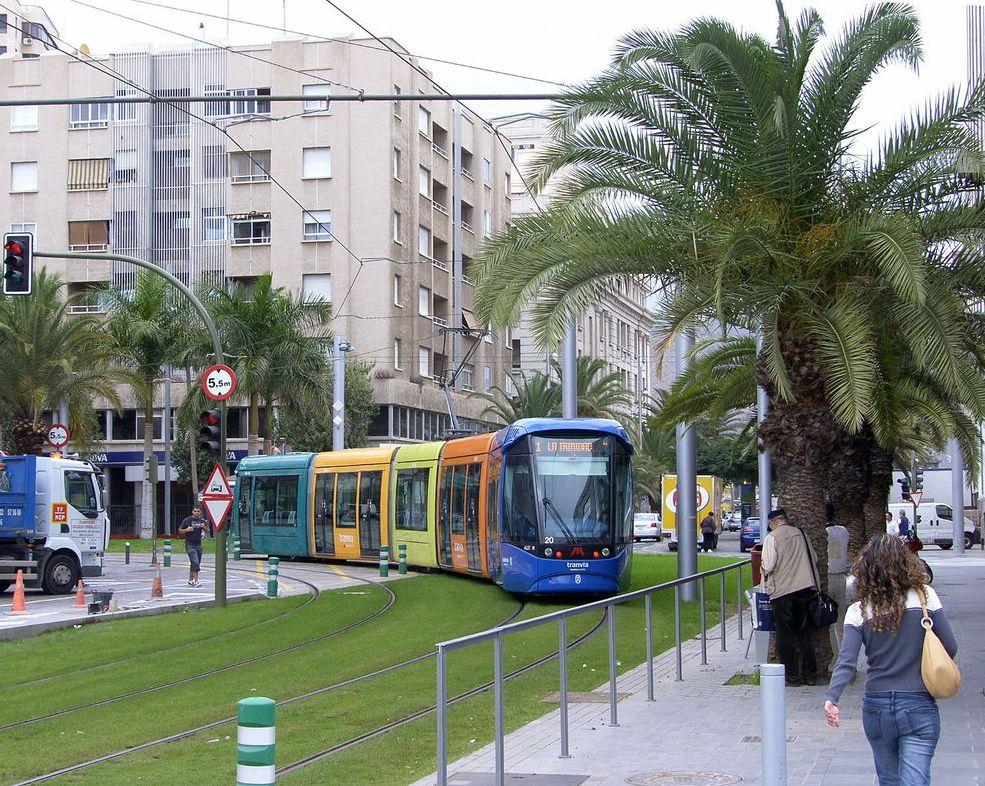
zdejší tramvaj

Metropolitní oblast Santa Cruz de Tenerife je seskupení 2 velkých měst a přilehlých oblastí na severovýchodě ostrova Tenerife. Žije zde téměř 400 000 obyvatel. Jádrem oblasti jsou města Santa Cruz de Tenerife a San Cristóbal de La Laguna. Tato města tvoří urbanistický celek a jsou fyzicky propojené nepřerušenou zástavbou. Mezi městy funguje tramvajová doprava. Nachází se zde mezinárodní letiště Tenerife Sever a přístav. Do metropolitní oblasti se započítávají i okolní menší obce El Rosario a Tegueste.  Severní cíp oblasti je tvořen horským masivem Anaga.
Metropolitní oblast je zároveň jednou z 8 comarec, na které je ostrov rozdělen. Z tohoto důvodu se pro toto území používá alternativně též pojmenování „comarca de Anaga“.

## Statistické údaje
| obec                       | populace (2019) | rozloha    | hustota zalidnění |
| -------------------------- | --------------- | ---------- | ----------------- |
| Santa Cruz de Tenerife     | 207 312         | 150,56 km² | 1 377 obyv./km²   |
| San Cristóbal de La Laguna | 157 503         | 102,06 km² | 1 543 obyv./km²   |
| El Rosario                 | 17 370          | 39,43 km²  | 441 obyv./km²     |
| Tegueste                   | 11 294          | 26,41 km²  | 428 obyv./km²     |
| metropolitní oblast        | 393 479         | 318,46 km² | 1 235 obyv./km²   |